# Hot Boys
Gli Hot Boys sono un gruppo hip hop statunitense attivo dal 1996 al 2001 e poi riformatosi nel 2012.

## Formazione
- Lil Wayne
- Juvenile
- B.G.
- Turk

## Discografia
Album in studio
- 1997 - Get It How U Live!
- 1999 - Guerrilla Warfare
- 2003 - Let 'Em Burn

Singoli
- 1997 - Neighborhood Superstar (featuring Big Tymers)
- 1999 - We on Fire
- 1999 - I Need a Hot Girl (featuring Big Tymers)
- 1999 - Rock Ice (featuring Big Tymers)
- 2003 - My Section
- 2003 - Gangsta Nigga